# Xenopsylla morgandaviesi
Xenopsylla morgandaviesi är en loppart som beskrevs av Hubbard 1963. Xenopsylla morgandaviesi ingår i släktet Xenopsylla och familjen husloppor. Inga underarter finns listade i Catalogue of Life.